# Стерлитамакский государственный башкирский драматический театр
Стерлитамакский башкирский драматический театр им. Ильшата Юмагулова (баш.  Стәрлетамаҡ башҡорт  драма театры) — театр в городе Стерлитамаке Республики Башкортостан.

## История
Основан в 1990 году. Большой зал в здании рассчитан на 553 места.
1 октября 2013 года в связи с объединением Стерлитамакской госфилармонии и СГБДТ получил новое наименование: Стерлитамакское государственное театрально-концертное объединение.
6 октября 2022 года состоялась церемония присвоении имени театру башкирского театрального деятеля Ильшата Юмагулова.
Театр выступает с гастролями в городах Башкортостана, Татарстана, Оренбургской, Челябинской и других областей.

## Репертуар
- «Забытая молитва» Ф. Булякова
- «Наследники» Д. Исабекова
- «Таганок» М. Карим

## Достижения
- Государственная премии Республики Башкортостан в 1994 за спектакль «Забытая молитва» по пьесе Ф. Булякова (режиссёр — Г. Ильясова)[1];
- диплом фестиваля «Андижанская весна» в г. Андижане (Узбекистан, 1999)[1];
- диплом Международного театрального фестиваля «Мосты взаимопонимания через театральное пространство» в г. Ош (Киргизия, 2002)[1];
- гран-при республиканского фестиваля детских спектаклей «Колонсак» за спектакль по сказке Ильшата Юмагулова «Волшебная мелодия» (Республика Башкортостан, 2008)[3];
- Премия V Международного фестиваля тюркоязычных театров «Туганлык» в номинации «Лучший спектакль фестиваля» за спектакль «Москва-Васютки» Ф. М. Булякова (2012).